# Primærrute 42
Primærrute 42 er en hovedvej, der går fra Aabenraa i sydvestlig retning til Tinglev.
Primærrute 42 starter syd for Aabenraa, ved primærrute 24. Den fortsætter mod Tinglev forbi Stubbæk, og krydser undervejs Sønderjyske Motorvej. Ruten slutter midt i Tinglev ved mødet med primærrute 8.
Rute 42 har en længde på ca. 17 km.